# 藤江莉莎
藤江 莉莎（ふじえ りさ、1991年9月14日 - ）は、日本のタレント。神奈川県出身。Y・M・Oに所属していた。

## 来歴
ライオンの製品『ライオン製品一覧#カラダのケア（ヘアケア・ボディケア製品）』のポスターに速水もこみちと一緒に写っていたことがあった。
2006年8月まで芸能人女子フットサルチーム「FANTASISTA」に所属していた。同年9月から中国へ留学。2010年9月からアメリカへ留学。

## 人物
- 特技は中国語。英語。

## 出演

### テレビ
- アニメっ子MAX（アニマックス）
- 恋するフットサル（フジテレビ）
- シブスタ（テレビ東京）
- 痛快!エリア漫遊 ひまわり気分（CATV局 c3yokohama）

### ラジオ
- ASIAN美少女ファイル（USEN）

### 映画
- I am 日本人
- Strange Circus 奇妙なサーカス

### 舞台
- クリスマスファンタジーライブ（朝倉薫演劇団）
- ピヴォ☆ガール